# Ctenuchini
Die Ctenuchini sind eine Tribus der Bärenspinner (Arctiidae) innerhalb der Ordnung der Schmetterlinge. Sie umfassen etwa 2000 Arten und sind hauptsächlich im neotropischen Raum verbreitet. Aus Mitteleuropa sind bisher nur wenige Arten nachgewiesen. Mit den Bärenspinnern teilen sie das Vorhandensein von Tymbal- und Tympanalorganen (Organe zur Lauterzeugung und -wahrnehmung). Ihre taxonomische Stellung innerhalb der Bärenspinner ist noch nicht vollends geklärt, weswegen sie von manchen Autoren auch als eigene Unterfamilie Ctenuchinae dieser behandelt werden. 

## Merkmale
Die Arten der Ctenuchini bilden eine heterogene Gruppe von Nachtfaltern; einige zeichnen sich durch nahezu perfekte Wespen-Mimikry aus, andere besitzen auffallend metallisch glänzende Schuppen und einige sind unauffällig gefärbt. Über die Larvalstadien und Futterpflanzen ist bisher nur sehr wenig bekannt. Viele Arten sind pharmakophag, d. h., sie nehmen unabhängig von der Nahrung sekundäre Pflanzenstoffe (Pyrrolizidinalkaloide) auf, um die eigene Überlebens- und Fortpflanzungschancen zu erhöhen. Die Tymbalorgane der Ctenuchini können Klicklaute im Ultraschallbereich erzeugen. Beobachtungen an einzelnen Arten belegen, dass die Laute sowohl zur innerartlichen Kommunikation, als auch zur Abwehr von Fressfeinden (Fledermäusen) eingesetzt werden. Es liegen jedoch nur wenige Untersuchungen vor.

## Arten (Auswahl)
- Amata caspia (Staudinger, 1877)
- Ähnliches Weißfleck-Widderchen (Amata kruegeri) (Ragusa, 1904) A, CH?, D
- Amata nigricornis (Alphéraky, 1883)
- Weißfleck-Widderchen (Amata phegea) (Linnaeus, 1758) A, CH, D
- Amata ragazzii (Turati, 1917)
- Braunfleck-Widderchen (Dysauxes ancilla) (Linnaeus, 1767) A, CH, D
- Hyalines Braunwidderchen (Dysauxes famula) (Freyer, 1836) A, CH
- Dysauxes punctata (Fabricius, 1781) A, CH